# Cieneguillas, Guerrero
Cieneguillas är en ort i Mexiko.   Den ligger i kommunen Buenavista de Cuéllar och delstaten Guerrero, i den sydöstra delen av landet, 120 km söder om huvudstaden Mexico City. Cieneguillas ligger 1 087 meter över havet och antalet invånare är 194.
Terrängen runt Cieneguillas är lite bergig, och sluttar söderut. Runt Cieneguillas är det ganska tätbefolkat, med 222 invånare per kvadratkilometer. Närmaste större samhälle är Iguala de la Independencia, 10,0 km sydväst om Cieneguillas. I omgivningarna runt Cieneguillas växer huvudsakligen savannskog.